# Stef Vandeweyer
Stef Vandeweyer (Geel, 6 agosto 1999) è uno snowboarder belga.

## Biografia
In Coppa del Mondo ha esordito il 20 febbraio 2015 a Stoneham (30ª).
Nel 2018 ha preso parte ai XXIII Giochi olimpici invernali a Pyeongchang concludendo in trentunesima posizione nella gara di slopestyle e ventottesimo nella gara di big air.

## Palmarès

### Coppa del Mondo
- Miglior piazzamento nella Coppa del Mondo generale di freestyle: 60º nel 2017
- Miglior piazzamento nella Coppa del Mondo di slopestyle: 52º nel 2017
- Miglior piazzamento nella Coppa del Mondo di big air: 36º nel 2017